# راجو بان جايا جنتلمان (فلم)
راجو بان جايا جنتلمان (بالإنجليزية: Raju Ban Gaya Gentleman) وبالعربية معناه أصبح راجو رجلاً نبيلًا هو فيلم كوميدي رومانسي درامي هندي باللغة الهندية عام 1992 من إخراج عزيز ميرزا وبطولة شاه روخ خان وأمريتا سينغ وجوهي تشاولا ونانا باتيكار. يلعب خان دور راجو، وهو شاب حاصل على دبلوم في الهندسة المدنية من دارجيلنغ والذي يأتي إلى بومباي على أمل أن يصبح مهندسًا ناجحًا. حقق الفيلم نجاحا تجاريا. قصة الفيلم مستوحاة بشكل فضفاض من فيلم سر نجاحي لعام 1987، والفيلم الكلاسيكي لراج كابور شري 420 (1955) وأناري (1959). حقوق هذا الفيلم مملوكة لشركة خان ريد تشيليز إنترتينمنت.
في حفل توزيع جوائز فيلم فير الثامن والثلاثين، فاز فيلم راجو بان جايا جنتلمان بجائزة أفضل سيناريو (ميرزا ولالواني)، بالإضافة إلى ترشيح لأفضل ممثل مساعد لفيلم.

## حبكة
راج ماثور هو شاب حاصل على دبلوم في الهندسة المدنية من دارجيلنغ والذي جاء إلى بومباي بطموح واحد فقط - أن أصبح مهندسًا كبيرًا. في بومباي، يصل إلى منطقة من الطبقة المتوسطة الدنيا بحثًا عن قريب بعيد، ليكتشف أنه غادر منذ سنوات. يقضي الليل في معبد، حيث يلتقي بفنان الشارع الفلسفي جاي، الذي يصبح صديقًا مقربًا ويمنحه مكانًا للإقامة.
بدون أي علاقات أو خبرة، يجد صعوبة في الحصول على وظيفة في المدينة حتى تجد له فتاة جميلة تدعى رينو وظيفة كمتدرب في شركة البناء حيث تعمل كسكرتيرة لشابريا. لقد وقعوا في حب بعضهم البعض في نهاية المطاف.
مع نجاحه، يحظى باهتمام ابنة تشابريا، سابنا. لقد أمضيا وقتًا أطول وأطول معًا وسرعان ما انغمس في نمط الحياة الغني والرائع. لقد وقعت سابنا في حب راجو، ولكن عندما اكتشفت أنه يحب رينو، شعرت بالحزن.
في هذه الأثناء، يتآمر أعداء راجو ضده ويدمرون جسرًا كان تحت إشراف راجو. ويتلقى اللوم وسرعان ما يدرك أن عالم الأثرياء الفاخر ليس ما يريده. في النهاية، يقرر راجو المغادرة. كان معظم الناس يسألون جاي متى سيعود راجو. أخبرهم جاي أنه عندما يدير رأسه وينظر إلى رينو، فلن يكون أمامه خيار سوى العودة. قبل ثانية واحدة فقط، قال جاي "بالات" (تعني استدر) ثم استدار راجو ونظر إلى رينو. لقد اجتمع هو ورينو أخيرًا مرة أخرى.

## الممثلون
- نانا باتيكار في دور جاي
- شاه روخ خان في دور راج "راجو" ماثور
- أمريتا سينغ في دور سابنا إل تشابريا
- جوهي تشاولا في دور رينو سينغ
- نافين نيشول في دور لالكيشان تشابريا
- سمير شيتري في دور ديباك مالهوترا
- أتشيوت بوتدار في دور جوشي
- نيراج فورا في دور عبدول
- أجيت فاتشاني في دور مالهوترا
- أنجان سريفاستاف في دور ساكسينا
- أمريت باتيل في دور جولو دادا
- لاليت تيواري في دور رافيك
- فيفيك فاسواني في دور لوتشاند كوكريا
- رافي باتواردهان كمحامي الادعاء
- برامود ماوثو

## الموسيقى التصويرية
تم تأليف الموسيقى التصويرية والموسيقى الخلفية بالكامل من قبل جاتين لاليت. الصوت متاح على تيبس فيلمز. حققت موسيقى هذا الألبوم نجاحًا كبيرًا بأغاني مثل "Loveria Hua" و"Dil Hai Mera Deewana" و"Seene Mein Dil Hai". حقق ألبوم الموسيقى التصويرية للفيلم مبيعات بلغت 1.8 مليون وحدة في الهند، مما جعله الألبوم الحادي عشر الأكثر مبيعاً في بوليوود عام 1992. معظم الأغاني غناها كومار سانو، إلى جانب ألكا ياغنيك، وسوديش بونسل، وسادهانا سارجام، وجولي موخيرجي.
| # | عنوان                          | المغني(ون)                                            |
| - | ------------------------------ | ----------------------------------------------------- |
| 1 | "كيا هوا-لوفيريا هوا"          | كومار سانو، جولي موخيرجي، ألكا ياجنيك                 |
| 2 | "ديل هاي ميرا ديوانا"          | كومار سانو                                            |
| 3 | "كيهتي هاي ديل كي لاجي"        | كومار سانو، ألكا ياجنيك                               |
| 4 | "سيني مين ديل هاي"             | كومار سانو، ألكا ياجنيك                               |
| 5 | "تو مير ساث ساث"               | كومار سانو، ألكا ياجنيك                               |
| 6 | "راجو بان جايا جنتلمان"        | كومار سانو، جولي موخيرجي، سوديش بونسل، سادهانا سارجام |
| 7 | "تام تام تام"                  | كومار سانو، ألكا ياجنيك                               |
| 8 | "راجو بان جايا جنتلمان" (حزين) | سادانا سارجام                                         |

## إنتاج
أراد المخرج سيبي في البداية اختيار ممثل أكثر شهرة من شاه روخ خان الذي كان لا يزال وافدًا جديدًا في ذلك الوقت. لكن المنتج المشارك فيفيك فاسواني أقنعه في النهاية. ومع ذلك، قرر سيبي تحديد ميزانية الفيلم بمبلغ 0.6 كرور روبية فقط. تحدث فاسواني مع جوهي تشاولا للعب الدور الرئيسي. كانت تشاولا ممثلة معروفة في ذلك الوقت. أقنعها فاسواني بقبول الدور من خلال الوعد بأن خان سيكون "عامر خان التالي". لقد سمع تشاولا عن خان لكنه لم يقابله أو يره أبدًا. لقد فوجئت بجسده النحيف وشعره غير المرتب عندما التقيا لأول مرة على المجموعة. في تلك الليلة، اتصلت بفاسواني وصرخت قائلة: "يا إلهي! هل هذا هو عامر التالي؟!" 

## روابط خارجية
- مقالات تستعمل روابط فنية بلا صلة مع ويكي بيانات